# Mebibyte
Mebibyte là một bội số của đơn vị byte trong đo lường khối lượng thông tin số. Tiền tố nhị phân mebi nghĩa là 220, bởi vậy 1 mebibyte bằng 1048576bytes = 1024 kibibyte. Ký hiệu đơn vị cho mebibyte là MiB.
Đơn vị này được giới thiệu bởi International Electrotechnical Commission (IEC) năm 1998. nó được thiết kế để thay thế megabyte, được sử dụng trong nhiều bối cảnh để đại diện cho 220 byte, và không tương thích với các định nghĩa của tiền tố mega của International System of Units (SI) là bội số của 106.
Các tiền tố nhị phân đã được chấp nhận bởi tất cả các tổ chức tiêu chuẩn chính và là một phần của Hệ thống Đo lường quốc tế  Nhiều bản phân phối Linux sử dụng đơn vị này, nhưng nó không được công nhận rộng rãi trong ngành công nghiệp hoặc đa phương tiện.

## Định nghĩa
1 MiB = 220 byte = 1024 kibibyte = 1048576 byte
Tiền tố mebi là một tiền tố nhị phân bắt nguồn từ chữ mega và binary, cho thấy nguồn gốc của nó trong sự gần gũi về giá trị với tiền tố SI mega. Một mebibyte (MiB) là 220, ví dụ 1024 × 1024 byte, hoặc 1048576bytes.
Mặc dù là đơn vị chính thức, mebibyte không được sử dụng thường xuyên ngay cả khi tính toán theo bội số nhị phân của byte, nhưng thường được biểu diễn theo. Chính thức, 1 megabyte là 1000 × 1000 byte. Nhà sản xuất ổ đĩa sử dụng đơn vị thập phân, và megabyte nghĩa là 1.000.000 byte. Sự khác biệt có thể gây nhầm lẫn, từ khi hệ điều hành sử dụng  phương thức nhị phân đã cho ra kết quả là kích thước của thiết bị lưu trữ nhỏ hơn thông số đưa ra của nhà sản xuất thiết bị. Nhiều hệ điều hành tính toán kích thước file theo mebibyte, nhưng thông báo số liệu theo MB. Ví dụ, tất cả phiên bản của hệ điều hành Microsoft Windows biểu diễn một file 220 byte là "1.00 MB" hay "1,024 KB" trong hộp thoại thuộc tính file và biểu diễn một file 106 (1.000.000)byte là 976 KB.

## Lịch sử
Tiền tố nhị phân mebi được định nghĩa bởi International Electrotechnical Commission (IEC) vào tháng 10/1998. Việc sử dụng các tiền tố nhị phân để thay thế tiền tố số liệu đã được xác nhận bởi tất cả các cơ quan tiêu chuẩn quốc tế lớn.
Mebibyte liên quan chặt chẽ đến megabyte. Khái niệm thứ hai thường được sử dụng trong một số hoàn cảnh như là một từ đồng nghĩa với mebibyte, nhưng chính thức đề cập đến 1000 kilobyte, hoặc 1,000,000 byte. Tiền tố nhị phân mebi, biểu thị 220, được tạo ra để cung cấp một đơn vị rõ ràng  khác biệt so với tiền tố SI mega (M). Các tiền tố nhị phân đang trở nên chiếm ưu thế hơn trong tài liệu học thuật, mô tả về phần cứng máy tính và phần mềm mã nguồn mở.
Tất cả phiên bản hệ điều hành của Apple đã có hành vi tương tự cho đến OS X phiên bản 10.6, đã chuyển sang sử dụng đơn vị megabyte cho kích thước tất cả file và ổ đĩa, nên nó báo cáo một file 106 byte là 1 MB.
Nhà phát triển Ubuntu, Canonical đã bổ sung một cập nhật chính sách đo lường vào năm 2010 vào phiên bản Ubuntu 10.10 và các phiện bản hiện nay tuân thủ các tiền tố nhị phân IEC cho các đợn vị hệ đếm 2 và các tiền tố SI cho hệ đếm 10.